# Saadla
Saadla (àrab: اصعادلا, Iṣʿādlā) és un municipi rural de la província de Safi de la regió de Marràqueix-Safi. Segons el cens de 2014 tenia una població total de 16.633 persones.